# آقچه‌تپه
اخچادپ (به لاتین: Akhchadepe) یک منطقهٔ مسکونی در ترکمنستان است که در استان آخال واقع شده‌است.

## خصوصیات
اخچادپ ۳۲۲ متر بالاتر از سطح دریا واقع شده‌است.